# Округ Вајоминг (Западна Вирџинија)
Округ Вајоминг (енгл. Wyoming County) је округ у америчкој савезној држави Западна Вирџинија.

## Демографија
По попису из 2010. године број становника је 23.796, што је 1.912 (-7,4%) становника мање него 2000. године.
| Група             | 2000.          | 2010.          |
| Белци             | 25.221 (98,1%) | 23.270 (97,8%) |
| Афроамериканци    | 161 (0,6%)     | 117 (0,5%)     |
| Азијати           | 21 (0,1%)      | 25 (0,1%)      |
| Хиспаноамериканци | 135 (0,5%)     | 105 (0,4%)     |
| Укупно            | 25.708         | 23.796         |